# إيدن منكس
إيدن منكس (بالإنجليزية: Aedin Mincks)‏ ممثل أمريكي، ولد في 10 أغسطس 2000 في جورجيا، الولايات المتحدة بدأ مشواره الفني عام 2008.

## روابط خارجية
- إيدن منكس على موقع IMDb (الإنجليزية)
- إيدن منكس على موقع ألو سيني (الفرنسية)
- إيدن منكس على موقع أول موفي (الإنجليزية)
- إيدن منكس على موقع قاعدة بيانات الأفلام السويدية (السويدية)
- إيدن منكس على موقع قاعدة بيانات الفيلم (الإنجليزية)
- إيدن منكس على موقع كينوبويسك (الروسية)